# Nurminen (sjö i Sonkajärvi, Norra Savolax)
Nurminen är en sjö i kommunen Sonkajärvi i landskapet Norra Savolax i Finland. Sjön ligger 132,5 meter över havet. Den är 3,21 meter djup. Arean är 74 hektar och strandlinjen är 4,58 kilometer lång. Sjön  ingår i Vuoksens huvudavrinningsområde.   Den ligger omkring 91 kilometer norr om Kuopio och omkring 420 kilometer norr om Helsingfors. 